# San José de los Olvera (Querétaro)
San José de los Olvera es una localidad ubicada en el municipio de Corregidora, ubicada en el Pueblito, en el estado de Querétaro.

## Geografía
Colinda al sur y suroeste con la localidad de Tejada, al sureste con las localidades de Venceremos y Candiles, al este y noreste colinda con el municipio de Querétaro y con la localidad Club Campestre y al norte con la localidad de La Joya y al oeste con el Pueblito, su código postal es 76902.

## Clima
El clima de San José de los Olvera es templado subhúmedo.

## Demografía
Según el INEGI, San José de los Olvera en el año 2020, contaba con 19,873 habitantes, 10182 las cuales eran mujeres y 9691 eran hombres.

## Colonias
San José de los Olvera tiene solo 3 colonias:
•El Pocito
•Valle de los Olivos
•El Pórtico